# 东阳卢宅
29°15′56″N 120°14′35″E / 29.26556°N 120.24306°E
东阳卢宅位于中国浙江省东阳市城东，为卢氏民居建筑群，1988年被列为第三批全国重点文物保护单位。
卢氏于南宋定居此处，明永乐年间卢睿中进士后家族逐渐兴旺，陆续兴建形成这一规模宏大的宅第。卢宅以卢氏大宗祠为中心，复荆堂、肃雍堂、树德堂三大宗支建筑群位于其周围，总占地25000余平方米。

## 保护
1961年4月15日，东阳卢宅公布为浙江省文物保护单位。
1988年1月13日，东阳卢宅公布为第三批全国重点文物保护单位，编号3-89。
- 路口的还珠亭
- 风绍世家坊
- 大夫第门坊
- 捷报门
- 国光门
- 肃雍堂
- 肃雍堂
- 世雍堂
- 惇叙堂
- 树德堂
- 嘉会堂
- 柳塘门坊